# Route nationale 31 (France)
Pour les articles homonymes, voir Route nationale 31.

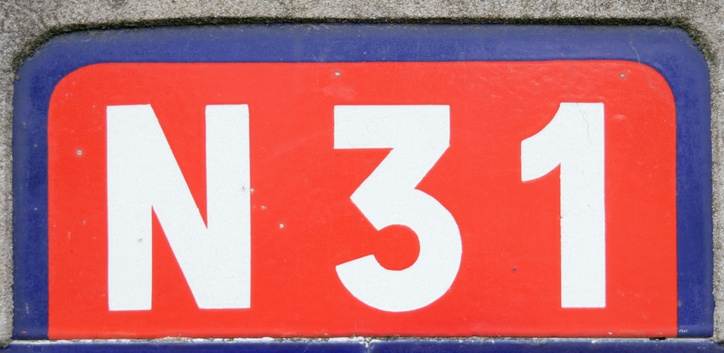
Cartouche de la N 31

La route nationale 31, ou RN 31, est une route nationale française reliant Rouen à la commune de Reims. Elle fait partie du grand contournement de Paris et de la route européenne 46.
Transformé progressivement en 2×2 voies, en particulier dans l'Oise et dans l'Aisne, cet axe poursuit encore de nos jours sa transformation en voie rapide et ses déviations de villages.

## Histoire

### Déclassements
Autrefois, la RN 31 reliait Gournay-en-Bray à Valmy. Les déclassements des années 1970 ont porté deux modifications à cette route :
- le tronçon de l'ancienne route nationale 30 de Rouen à Gournay-en-Bray a été affecté à la RN 31,
- la RN 31 possédait un tronçon de Reims à Valmy via Suippes ; celui-ci a été déclassé en D 931.

La portion entre Soissons et Fismes était communément surnommée Voie des sacres car les rois de France empruntaient cette voie, en allant se faire sacrer à Reims. La RN 31, reliant les riches plaines céréalières de Champagne et de Picardie au port de Rouen, est surnommée La Route du blé.

### Projet
- Section Catenoy - Venette en 2X2 voies
- Raccordement avec la déviation de Beauvais (finissant actuellement à Warluis) jusqu'à Laversines.

## Tracé

### De Rouen à Beauvais
Les communes traversées sont :
- Rouen (km 0)
- Darnétal (km 2)

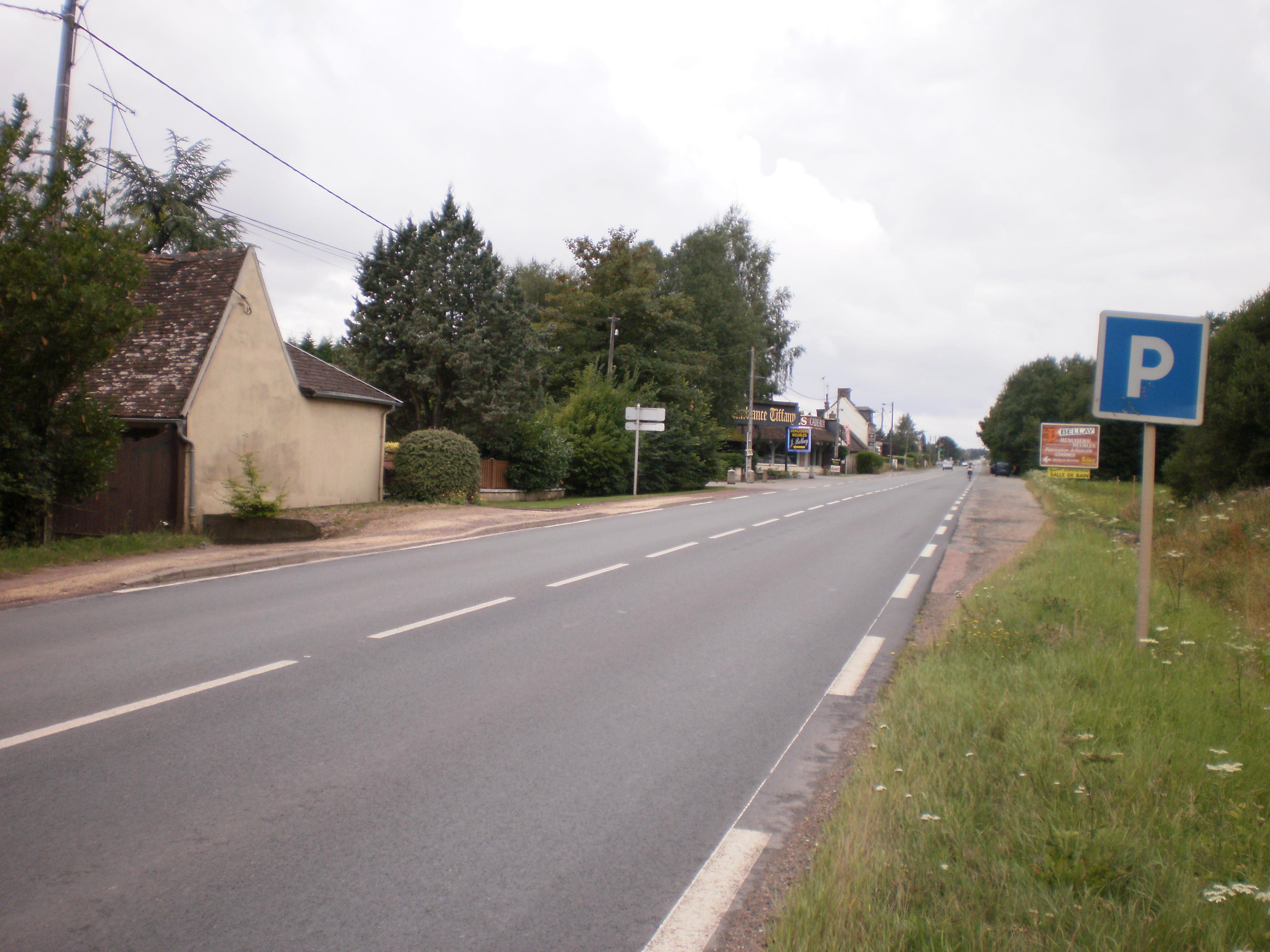
La route nationale 31 à Saint-Leu (commune de Cuigy-en-Bray).

- Les Forgettes (commune de Saint-Jacques-sur-Darnétal, km 7)
- Martainville (km 14)
- Vascœuil (km 22)
- Croisy-sur-Andelle (km 23)
- La Haye (km 26)
  - Traversée de la Forêt de Lyons
- La Feuillie (km 31)
  - Traversée de la Forêt de Lyons
- Les Carreaux (commune de Bosc-Hyons, km 36)
- Gournay-en-Bray (km 47)
- Ferrières-en-Bray (km 48)
- Orsimont (commune de Saint-Germer-de-Fly, km 54)
- Guillenfosse (commune de Saint-Germer-de-Fly, km 55)
- Saint-Leu (commune de Cuigy-en-Bray, km 56)
- Les Landrons (commune d'Espaubourg, km 59)
- Les Fontainettes (commune de Saint-Aubin-en-Bray, km 61)
- Le Vivier Danger (commune d'Ons-en-Bray, km 63)
- Ons-en-Bray (km 66)
- Saint-Paul (km 69)
- Goincourt (km 72)
- Beauvais (km 75)

### De Beauvais à Compiègne
- Wagicourt (commune de Therdonne, km 81)
- Therdonne (km 82)
- Laversines (km 84)
- Bresles (km 88)
- La Rue-Saint-Pierre (km 96)
- La Neuville-en-Hez (km 96)
- Traversée de la Forêt de Hez-Froidmont
- Gicourt (commune d'Agnetz, km 100)
- Agnetz (km 101)
- Clermont-en-Beauvaisis (km 104)
- Breuil-le-Sec (km 108)
- Nointel (km 110)
- Catenoy (km 112)
- Froyères (commune de Choisy-la-Victoire, km 116)
- Le Bois de Lihus (commune de Moyvillers, km 118)
- Arsy (km 125)
- La Montagne (commune de Jonquières, km 126)
- Venette (km 129)
- Compiègne (km 130)
  - rocade nord de Compiègne via le viaduc Oise-Aisne

### De Compiègne à Soissons
Les communes traversées sont :
- Traversée de la forêt de Compiègne
- Trosly-Breuil (km 148)
- Cuise-la-Motte (km 151)
- Couloisy (km 152)
- Jaulzy (km 155)
- Vic-sur-Aisne (km 158)
- Ressons-le-Long (km 160)
- Soissons (km 174)

### De Soissons à Reims
- Villeneuve-Saint-Germain (km 178)
- Sermoise (km 186)
- Braine (km 194)
- Courcelles-sur-Vesles (km 197)
- Fismes (km 206)
- Jonchery-sur-Vesle (km 216)
- Muizon (km 222)
- Tinqueux (km 230)
- Reims (km 233)

## Ancien tracé de Reims à Valmy (D 931)
Les communes traversées étaient :
- Saint-Hilaire-le-Grand
- Jonchery-sur-Suippe
- Suippes
- Somme-Suippe
- Somme-Tourbe
- Somme-Bionne
- Valmy

## Longueurs des tronçons
| RN 31 jusqu’en 1972           | RN 31 jusqu’en 1972         | RN 31 jusqu’en 1972 | Actuellement                  | Actuellement |
| Tronçon                       | Statut                      | Longueur            | Tronçon                       | Longueur     |
| ----------------------------- | --------------------------- | ------------------- | ----------------------------- | ------------ |
|                               |                             |                     | De Rouen à Gournay-en-Bray    | 47 km        |
| De Gournay-en-Bray à Beauvais | N 31                        | 31 km               | De Gournay-en-Bray à Beauvais | 31 km        |
| Beauvais à Compiègne          | N 31                        | 58 km               | Beauvais à Compiègne          | 58 km        |
| Compiègne à Soissons          | N 31                        | 38 km               | Compiègne à Soissons          | 38 km        |
| Soissons à Reims              | N 31                        | 59 km               | Soissons à Reims              | 59 km        |
| Reims à Valmy                 | D 931                       | 63 km               |                               |              |
| Total (RN 31 jusqu’en 1972)   | Total (RN 31 jusqu’en 1972) | 247 km              | Total (actuellement)          | 233 km       |

1. ↑  Reprise d'un tronçon de la N 30
2. ↑  dont 8 km de tronc commun avec la N 44

## Voie express

### Déviation de Beauvais

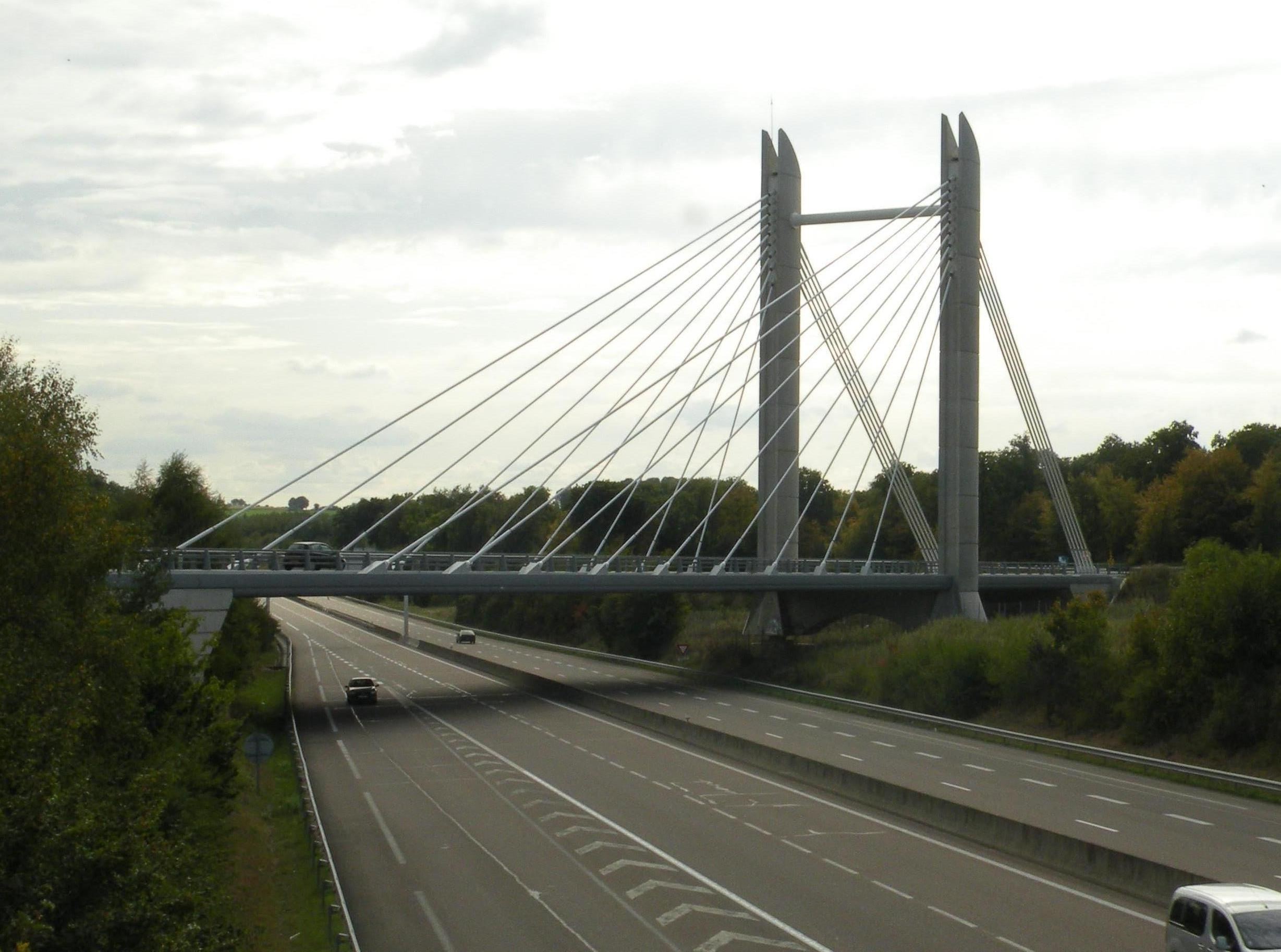
Le pont de la déviation de Beauvais traversant l'A16 à Warluis.

- Début de déviation en 2x1 voies
- Évreux, Mantes-la-Jolie, Gisors, Auneuil, Saint-Léger-en-Bray, Beauvais-zone artisanale de l'Avelon
- Méru, Saint-Sulpice, Frocourt, Zone industrielle de Warluis
- Autoroute A16 vers Amiens ( 14)(quart-échangeur)
- fin provisoire de déviation et giratoire
  - Section Warluis - Laversines en projet

### Beauvais - Compiègne

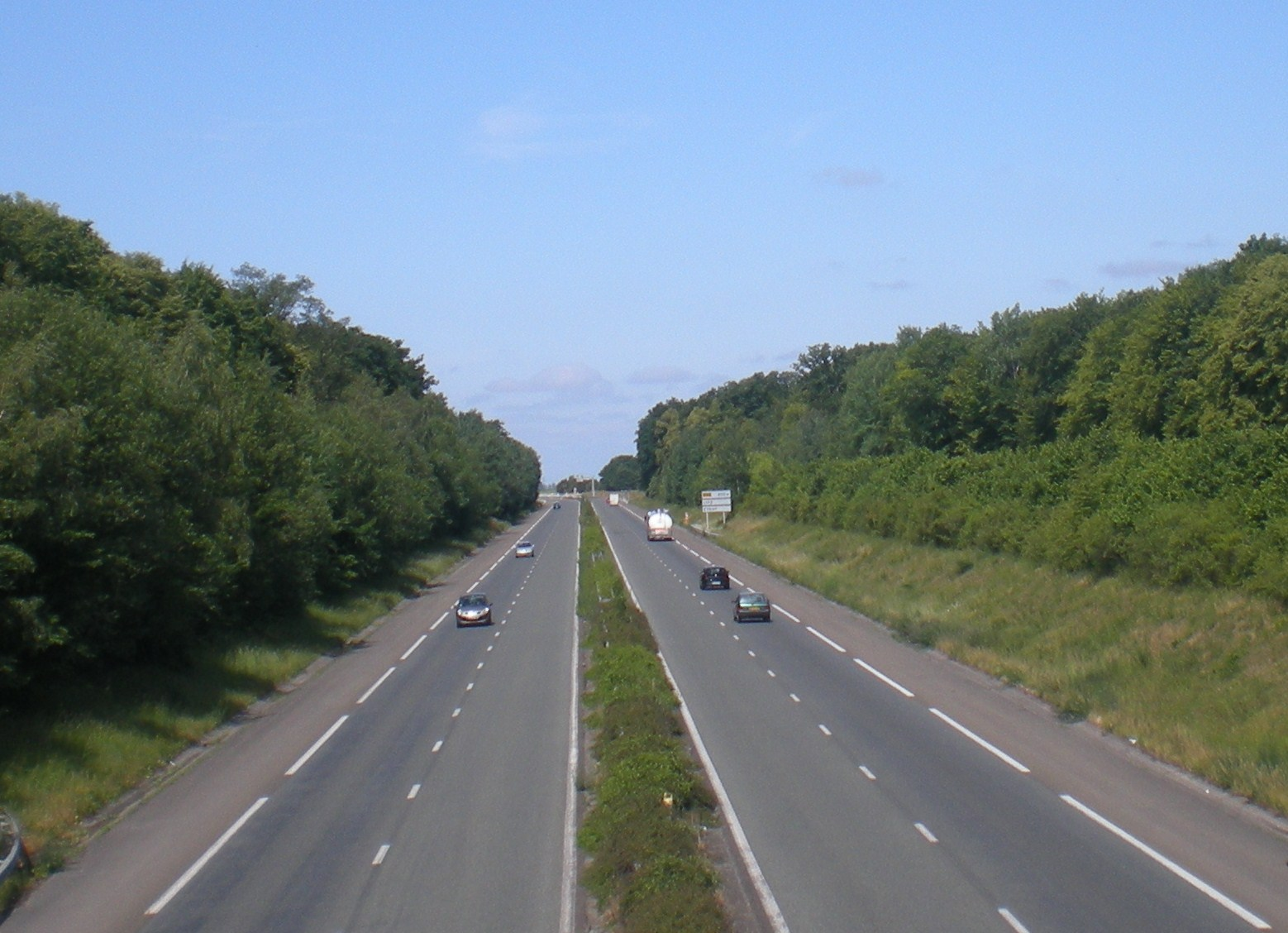
La voie rapide dans la forêt de Hez-Froidmont.

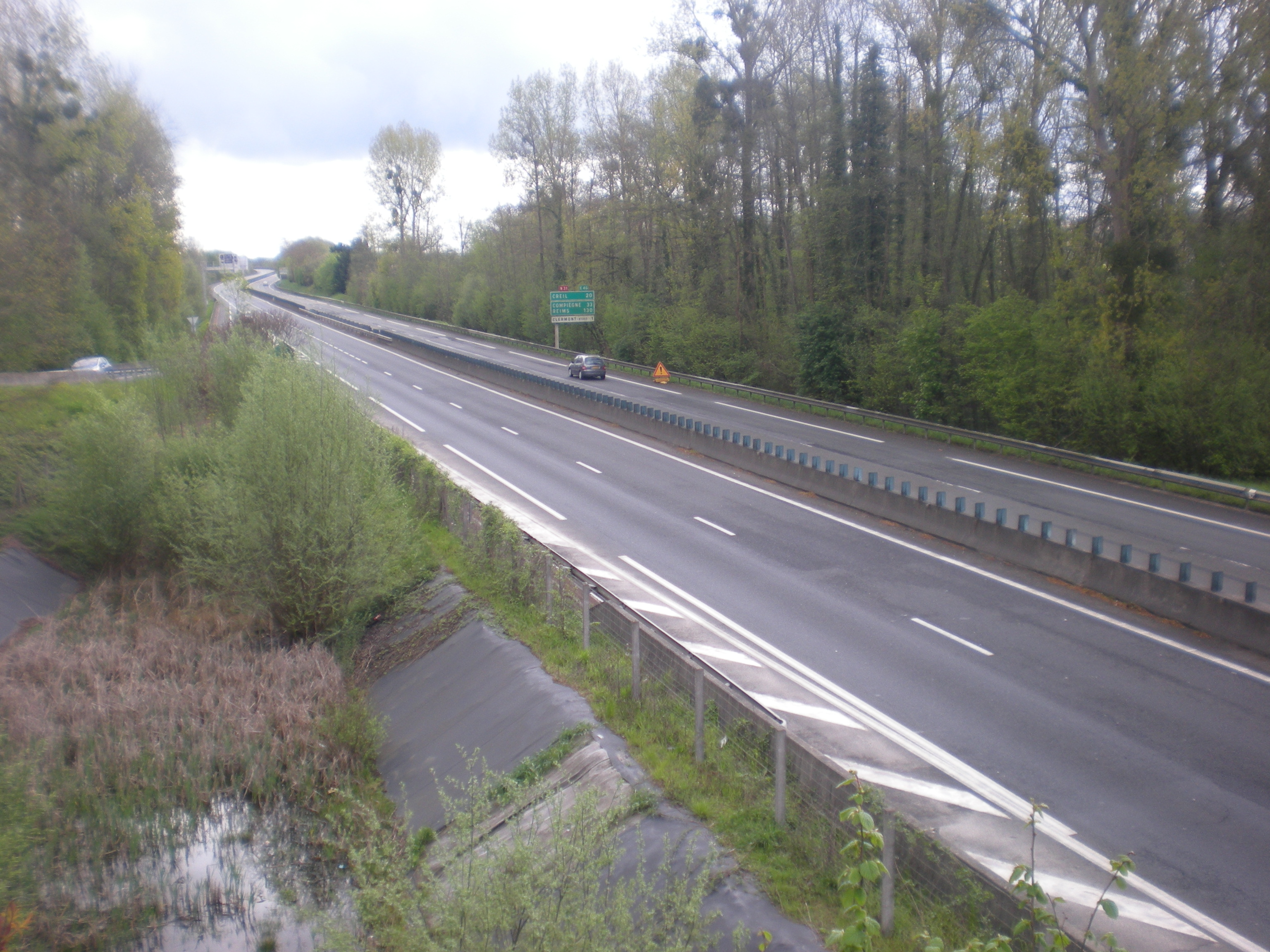
La voie express à l'échangeur de Ronquerolles (commune d'Agnetz).

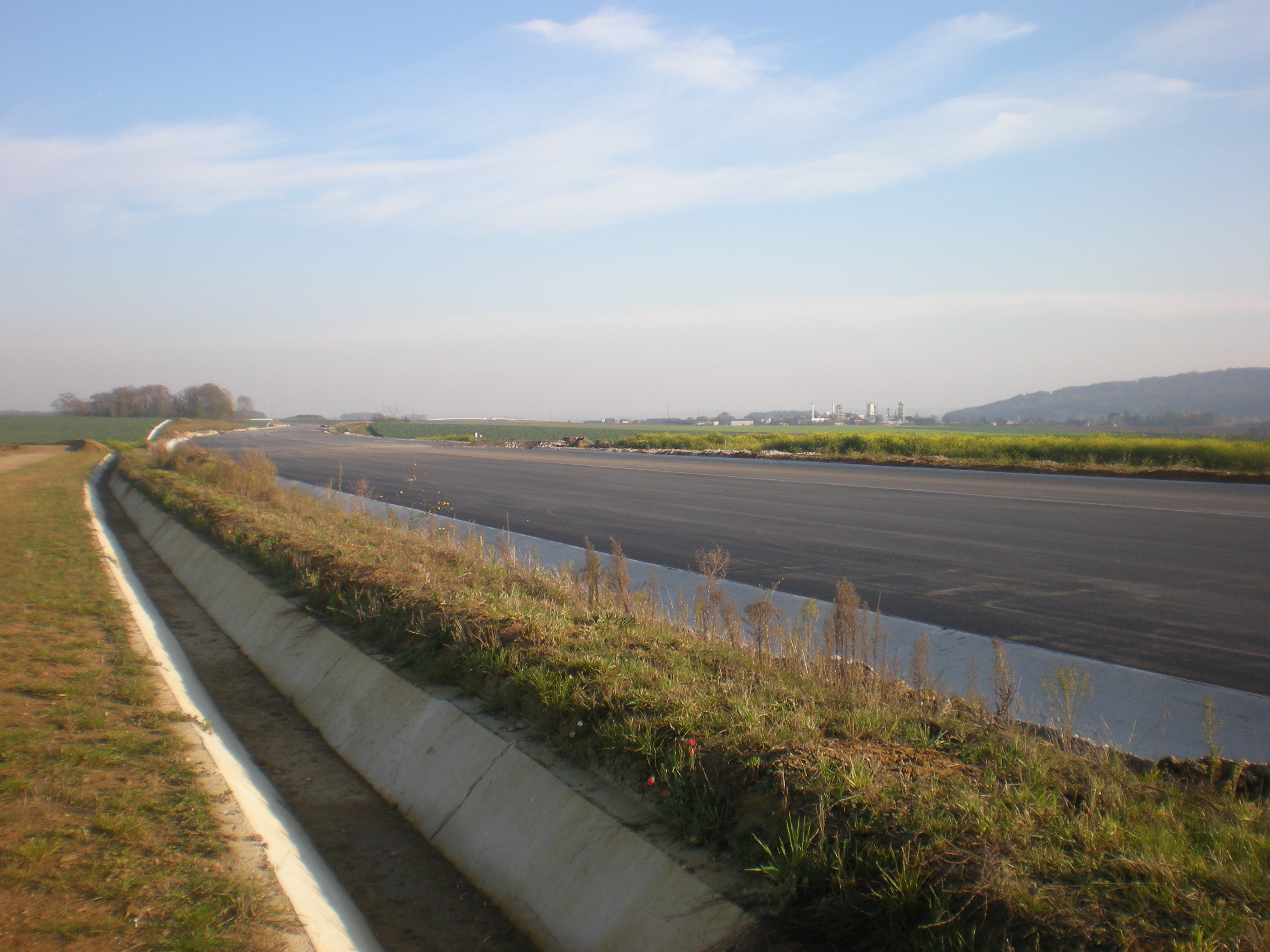
La déviation Breuil-le-Sec - Catenoy en 2x2 voies au nord de Nointel (novembre 2011). Elle a été inaugurée en juillet 2012.

- Accès à l'A16 ( 15), rond-point du Haut Villé
- Début de voie express
- Wagicourt (demi-échangeur sens Beauvais-Clermont)
- Therdonne, Laversines
- Bresles-centre
- Bresles-sucrerie, Fouquerolles
- La Rue-Saint-Pierre, La Neuville-en-Hez
- Litz, Étouy (sens Clermont-Beauvais, bretelle de sortie et d'accès)
- Agnetz, Ronquerolles, Gicourt, Clermont-centre
- Clermont-nord, Fitz-James, Amiens, D916
  -  la Brêche
- Échangeur entre la D1016 et la N31
- Breuil-le-Sec, Nointel, Erquery
- fin provisoire de voie express et giratoire
  - Section Catenoy-Venette en projet avancé
- Début de voie express
- Autoroute A1 (Lille), Amiens, Margny-lès-Compiègne, Venette, Montdidier, Roye

 Échangeur entre la D1032 et la N31 : Chauny, Tergnier ; Saint-Quentin ; Noyon, Thourotte
- l'Oise et l'Aisne (Viaduc Oise-Aisne ou Viaduc de Compiègne)
  -  Fin de voie express
  - Section Compiègne-Vic-sur-Aisne-Soissons en projet avancé

### Déviation de Soissons
- Giratoire et début de voie express
- Fin de voie express
- Giratoire avec la Route nationale 2
- Tronçon commun avec la Route nationale 2

### De Soissons à Reims
- Échangeur avec la Route nationale 2
  - Section Soissons-Sermoise en projet
- Début de voie express
- Sermoise, Ciry-Salsogne
- Fin de voie express
  - Section Sermoise - Braine en projet
- Début de voie express
- Braine, Limé (demi-échangeur, sens Soissons-Reims)
- Braine, Courcelles-sur-Vesle (demi-échangeur, sens Reims-Soissons)
- Fin de voie express
  - Liaison Braine - Jonchery-sur-Vesle en projet
- Début de voie express
- Jonchery-sur-Vesle (trois-quarts échangeur)
- Jonchery-sur-Vesle (bretelle d'accès, vers Reims)
- Jonchery-sur-Vesle (bretelle de sortie, sens Reims-Soissons)
- Fin de voie express
  - Section Jonchery-sur-Vesle - Muizon en projet
- Début de voie express
- Gueux, Châlons-sur-Vesle
- Giratoire d'accès à Thillois
- Thillois, Champigny, Saint-Brice-Courcelles, Les Mesneux
- Fin de voie express
- Giratoire d'accès au Parc Millésime
- Accès à l'Autoroute A344 ( 22, Reims, Paris, Metz, Strasbourg)

## Sites remarquables
- Rouen : Cathédrale Notre-Dame, Abbaye Saint-Ouen, Église Saint-Maclou, le vieux Rouen (nombreuses maisons à colombages et églises), la place du Vieux-Marché
- Martainville-Épreville : Château de Martainville
- Vascœuil : Château de Vascœuil
- La Feuillie : clocher en ardoises le plus haut de France (54 mètres)
- Gournay-en-Bray : Collégiale Saint-Hildevert
- Saint-Germer-de-Fly : Abbaye Saint-Germer-de-Fly
- Beauvais : Cathédrale Saint-Pierre (qui possède le plus haut chœur gothique du monde), Galerie nationale de la Tapisserie, Musée départemental de l'Oise, église Saint-Étienne.
- Clermont-en-Beauvaisis : Église Saint-Samson, Hôtel de ville fortifié
- Compiègne : Château de Compiègne, ses jardins et son petit parc, hôtel de ville, Musée de la voiture, Musée de l'impératrice
- Rethondes : Clairière de l'armistice
- Soissons : Abbaye de Saint-Jean-des-Vignes, la Cathédrale Saint-Gervais-et-Saint-Protais, hôtel de ville, Abbayes Saint-Médard et Notre-Dame
- Braine : Abbatiale Saint-Yved
- Fismes :  Remparts, hôtel de ville, Musée du pain
- Reims : Cathédrale Notre-Dame, Palais du Tau, Basilique Saint-Remi, Porte de Mars, Place Drouet-d'Erlon, Basilique Sainte-Clotilde